# Parawixia acapulco
Parawixia acapulco là một loài nhện trong họ Araneidae.
Loài này thuộc chi Parawixia. Parawixia acapulco được Herbert Walter Levi miêu tả năm 1992.